# Almenara
Almenara é um município brasileiro no interior do estado de Minas Gerais, Região Sudeste do país. Localiza-se no Vale do Jequitinhonha, às margens do Rio Jequitinhonha, e sua população em 2022 foi recenseada em 40 364 habitantes.
Durante muito tempo Almenara teve a maior praia fluvial do Brasil,a praia da Saudade. A poluição do Rio Jequitinhonha, causada pela extração do ouro feita com mercúrio trouxe danos imensos ao rio, diminuindo seu volume e, consequentemente alterando seu curso, retirou-lhe este atrativo.
A região vive essencialmente da pecuária, artesanato e terceiros. É uma das cidades mais populosas e bem econômicas do Vale do Jequitinhonha. Almenara viveu os seus tempos áureos na época que compreende os anos entre 1975 e 1995 e depois entrou em uma decadência profunda devido à falta de geração de renda que a pecuária extensiva propicia. Mas esse cenário vem mudando como a chegada de uma empresa de mineração a Magnesita S.A, redes de lojas , sendo considerada, também um polo regional de educação que abrange toda a região do médio e baixo Jequitinhonha com a chegada do Instituto Federal do Norte de Minas Gerais - Campus Almenara (IFNMG) oferecendo cursos de graduação e universidades como a Universidade Federal dos Vales do Jequitinhonha e Mucuri (UFVJM), Universidade Norte do Paraná (Unopar), Universidade de Almenara (Alfa), Universidade de Montes Claros (UNIMONTES), dentre outras.

## Topônimo
"Almenara" vem do árabe المنارة (al-manāra), que significa "o farol".

## História
O primeiro explorador a desbravar o Vale do Jequitinhonha foi Francisco Bruza Espinosa em 1553, acompanhado do padre jesuíta Aspilcueta Navarro. A expedião chegou a Serra do Espinhaço. Outra expedição, a de Sebastião Fernandes Tourinho em 1573, partiu em busca de minerais, passando pelo rio Araçuaí. No ano seguinte, a expedição de Antônio Dias colheu pedras e minérios que revelavam a presença de metais preciosos na região.
No final do século XVII, a região do Vale do Jequitinhonha foi abandonada pelos exploradores devido a descoberta do ouro em Vila Rica.
Almenara, antigo distrito criado com a denominação de Vigia, em 1887, quando ainda pertencia ao Município de Araçuaí. Foi alterado para São João do Vigia, em 1914, já pertencente ao município de São Miguel do Jequitinhonha (hoje: Jequitinhonha). Foi elevado à categoria de município com a denominação de Vigia pela Lei Estadual nº 58, de 12 de janeiro de 1938. Foi renomeado, em 1943, para Almenara, junto a sua emancipação.

## Geografia

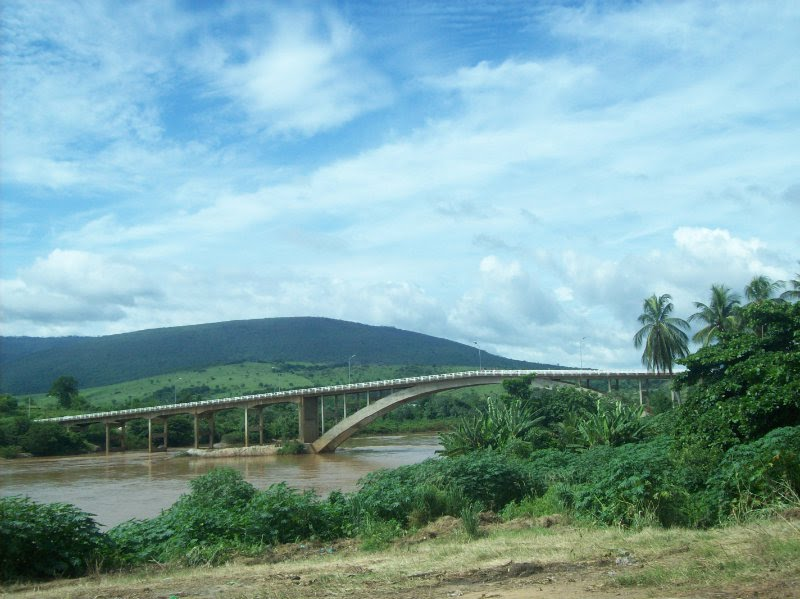
Rio Jequitinhonha em Almenara

De acordo com a divisão regional vigente desde 2017, instituída pelo IBGE, o município pertence às Região Geográfica Intermediária de Teófilo Otoni e Região Geográfica Imediata de Almenara. Até então, com a vigência das divisões em microrregiões e mesorregiões, fazia parte da microrregião de Almenara, que por sua vez estava incluída na mesorregião do Jequitinhonha.
Segundo dados do Instituto Nacional de Meteorologia (INMET), desde dezembro de 2002 a menor temperatura registrada em Almenara foi de 9,7 °C em 21 de julho de 2006 e a maior atingiu 42,1 °C em 2 de janeiro de 2016. O maior acumulado de precipitação em 24 horas foi de 122,4 milímetros (mm) em 10 de dezembro de 2021. A maior rajada de vento alcançou 23,8 m/s (85,7 km/h) em 22 de fevereiro de 2010 e o menor índice de umidade relativa do ar (URA) ocorreu em 10 de setembro de 2011, de apenas 11%.
| Dados climatológicos para Almenara                                                               | Dados climatológicos para Almenara | Dados climatológicos para Almenara | Dados climatológicos para Almenara | Dados climatológicos para Almenara | Dados climatológicos para Almenara | Dados climatológicos para Almenara | Dados climatológicos para Almenara | Dados climatológicos para Almenara | Dados climatológicos para Almenara | Dados climatológicos para Almenara | Dados climatológicos para Almenara | Dados climatológicos para Almenara | Dados climatológicos para Almenara |
| Mês                                                                                              | Jan                                | Fev                                | Mar                                | Abr                                | Mai                                | Jun                                | Jul                                | Ago                                | Set                                | Out                                | Nov                                | Dez                                | Ano                                |
| ------------------------------------------------------------------------------------------------ | ---------------------------------- | ---------------------------------- | ---------------------------------- | ---------------------------------- | ---------------------------------- | ---------------------------------- | ---------------------------------- | ---------------------------------- | ---------------------------------- | ---------------------------------- | ---------------------------------- | ---------------------------------- | ---------------------------------- |
| Temperatura máxima recorde (°C)                                                                  | 42,1                               | 38,9                               | 39,6                               | 36,7                               | 37,3                               | 36,1                               | 36,3                               | 36,4                               | 38                                 | 40,2                               | 40,8                               | 41                                 | 42,1                               |
| Temperatura mínima recorde (°C)                                                                  | 19,4                               | 18,1                               | 18,6                               | 15,8                               | 10,8                               | 10,2                               | 9,7                                | 11,9                               | 11,8                               | 14,3                               | 16,9                               | 18,1                               | 9,7                                |
| Fonte: Instituto Nacional de Meteorologia (INMET) (recordes de temperatura: 14/12/2002-presente) |                                    |                                    |                                    |                                    |                                    |                                    |                                    |                                    |                                    |                                    |                                    |                                    |                                    |

## Educação
Almenara conta com uma ampla rede de educação que inclui municipais, estaduais, particulares e federais.
- Escola Municipal Corina Ferraz de Brito (CAIC)
- Escola Municipal Lindaura Gil
- Escola Municipal Lindaura Gil II
- Escola Municipal Monteiro Lobato
- Escola Municipal Tinah Ripalta de Menezes
- Escola Estadual Conde Afonso Celso
- Escola Estadual Tancredo Neves
- Escola Estadual Joel Mares
- Escola Estadual Laudelina Dias Lacerda
- Escola Estadual Joviano Naves
- Colégio Comunitário Dr. Fernando Magalhães (Bernoulli)
- Colégio "Piaget" Almenara
- Centro Educacional João e Maria
- Faculdade de Almenara (Alfa)
- Doctum Almenara (Rede de Ensino Doctum)
- Instituto Educacional Pingo de Gente
- Instituto Federal do Norte de Minas Gerais (IFNMG) - Campus Almenara
- Universidade Federal dos Vales do Jequitinhonha e Mucuri (UFVJM) - Campus Almenara (em implantação)
- Universidade Norte do Paraná (Unopar Virtual)
- Universidade Paulista (Unip)
- Universidade Estadual de Montes Claros (UNIMONTES)

## Prefeitos[18]
- 1938 a 1940 - Benedito Canabrava
- 1940 a 1945 - Acúrcio de Lucena
- 1945 a 1947 - Oscar de Castro - Henrique de Paula Ricardo - Querubim Froes Otoni
- 1947 a 1950 - Hélio Rocha Guimarães
- 1950 a 1951 - José de Miranda
- 1951 a 1955 - Benício Olegário Almeida
- 1955 a 1959 - Cândido Mares Neto
- 1959 a 1963 - Edward de Souza Figueiredo
- 1963 a 1967 - Trazíbulo Ferraz Torres
- 1967 a 1971 - Hélio Rocha Guimarães
- 1971 a 1973 - Fernando Antônio do Amaral
- 1973 a 1977 - Exupério Alves Cangussu
- 1977 a 1983 - Djalma Valença Fazendeiro
- 1983 a 1988 - Exupério Alves Cangussú
- 1989 a 1993 - Roberto Martins Magno
- 1993 a 1995 - Cândido Mares Neto
- 1995 a 1996 - Exupério Alves Cangussú
- 1997 a 2000 - Chaue Chequer Filho
- 2001 a 2004 - Manoel Francisco Alves Silva
- 2005 a 2008 - Carlos Luiz de Novaes
- 2009 a 2009 - Carlos Luiz de Novaes
- 2009 a 2010 - Fabiany Ferraz (Prefeita Interina)
- 2010 a 2012 - Fabiany Ferraz (Eleita em decorrência da cassação de Carlos Luiz de Novais)
- 2013 a 2016 - Fabiany Ferraz
- 2017 a 2024 - Ademir Gobira
- 2025 a 2029 -Eduardo Brasileiro